# Джеймс Макферсон
Джеймс Макферсон (англ. James Macpherson, шотл. гел. Seumas Mac a'Phearsain; 27 жовтня 1736, Рутвен, графство Інвернес — 17 лютого 1796, Белвілл, графство Інвернес) — шотландський поет, літературний містифікатор, член британського парламенту. Відомий збіркою «Поеми Оссіана», яку він видав у 1762—1765 роках як «переклад» з гельської мови віршів та поем легендарного ірландського барда Оссіана. В дійсності цей твір виявився його власною обробкою кельтських легенд.

## Біографія
Джеймс Макферсон народився 27 жовтня 1736 року в Рутвені в Шотландії. Його родина була однією з найдавніших і найшанованіших у графстві Інвернесс. Початкову освіту здобув удома, потім був відданий до школи грамоти. Навчався і Кінгс-коледжі в Абердині та пізніше в Единбурзі. Джеймс з молодості цікавився літературою та писав вірші, втім, з перемінним успіхом. У 1758 видав поему «Горець», котра, як і решта його поезій, не привернула уваги читачів.
Після завершення навчання повернувся до Рутвена, де працював шкільним учителем. В Моффаті Джеймс зустрів Джона Гоума, відомого потім як автора вистави «Дуглас», для котрого переповів низку вивчених гельських віршів. Також він показав Гоуму рукописи із записами гельською, зібрані в Гайлендсі та на Західних островах. Підбадьорений в цьому починанні Гоумом, Макферсон видав у 1760 році «Уривки стародавньої поезії, зібрані в шотландському Гайлендсі». Г'ю Блер підтримав подальші дослідження Максферсона, завдяки чому той здійснив серію експедицій на острови Скай, Норт-Віст і Сауз-Віст, Бенбекьюла та Малл, де зібрав більше рукописів.
У 1761 Джеймс Макферсон повідомив, що відшукав гельський епос про героя Фінґала (Fingal або Fionnghall), записаний співцем III століття Оссіаном. За цим послідували його перекладені англійською фрагменти «Фінґал» (1762), «Темора» (1763), «Праці Оссіана» (1765). Втім, вже невдовзі історики, зокрема Чарльз О'Коннор піддали сумніву автентичність цих творів. До критики приєднався Семюел Джонсон, який обґрунтовував, що Макферсон взяв реальні фольклорні твори та на їх основі склав власну поему, котру видав за епос Оссіана. Свою критику він виклав головним чином у праці «Подорожі по західних островах Шотландії» (1775).
У 1765 Макферсон став секретарем колоніального губернатора Джорджа Джонстоуна у Флориді. На цій посаді провів два роки, потім повернувся в Лондон, де зберіг за собою зарплату секретаря в формі пенсії. В 1773 завершив переклад Іліади, проте він був скандально розкритикований. Продовжував створювати і фальсифікації, з яких особливо відома «Оригінальні документи, в яких викладена таємна історія Великої Британії» (1775), написана нібито королем Яковом II. Захищав політику Фредеріка Норта та служив прибутковим агентом Британії в Аркоті. В 1780 став членом парламенту від «гнилого містечка» Кемелфорду, а в 1784 був обраний у старші члени парламенту. Цю посаду він обіймав до самої смерті.
Помер в своєму маєтку Беллвіл у Шотландії. Поет Дункан Маккай написав у пам'ять поминальну елегію в традиційному гельському жанрі «кумга». Тіло було доставлено в Лондон і поховане у Вестмінстерському абатстві поблизу могили доктора Джонсона.

## Основні твори

### Поеми Оссіана
- Cath-Loda: a Poem
- Comala: a Dramatic Poem
- Carric-thura: a Poem
- Cartho: a Poem
- Oina-morul: a Poem
- Colna-Dona: a Poem
- Oithona: a Poem
- Croma: a Poem
- Calthon and Colmal: a Poem
- The War of Caros: a Poem
- Cathlin of Clutha: a Poem
- Sub-malla of Lumon: a Poem
- The War of Inis-thona: a Poem
- The Songs of Selma
- Fingal: an Ancient Epic Poem
- Lathmon: a Poem
- Dar-Thula: a Poem
- The Death of Cuthullin: a Poem